# Xã Sherman, Quận Pocahontas, Iowa
Xã Sherman (tiếng Anh: Sherman Township) là một xã thuộc quận Pocahontas, tiểu bang Iowa, Hoa Kỳ. Năm 2010, dân số của xã này là 142 người.